# Fabronia pusilla
Fabronia pusilla är en bladmossart som beskrevs av Giuseppe Raddi 1808. Fabronia pusilla ingår i släktet Fabronia och familjen Fabroniaceae. Inga underarter finns listade i Catalogue of Life.